# P.M.
P.M. (Suiza, 1947) es el pseudónimo utilizado por el autor y filólogo Hans Widmer. Es conocido por su utopía anarquista y anticapitalista bolo'bolo, publicada en 1983. El sentido de estas iniciales consiste en que son las más frecuentes en el listín telefónico suizo. Son escritas normalmente en minúscula (p.m.).